# 뉴햄프셔주의 기

뉴햄프셔 주의 기

뉴햄프셔주의 기는 뉴햄프셔주의 깃발이다. 파란 바탕에 뉴햄프셔 주의 문장이 새겨진 형태의 기이다.